# أندي غلازر
أندي غلازر (بالإنجليزية: Andy Glazer)‏ هو لاعب بوكر أمريكي، ولد في 28 ديسمبر 1955 في أميتيفيل في الولايات المتحدة، وتوفي في 4 يوليو 2004 في لوس أنجلوس في الولايات المتحدة.

## وصلات خارجية
- أندي غلازر على موقع IMDb (الإنجليزية)